# غاري أنجر
غاري أنجر (بالإنجليزية: Garry Unger)‏ (و. 1947  م) هو لاعب هوكي الجليد كندي، ولد في كالغاري، مركز لعبه هو مركز ‏.
.

## روابط خارجية
- غاري أنجر على موقع دوري الهوكي الوطني (الإنجليزية)
- غاري أنجر على موقع قاعة مشاهير الهوكي (لاعب أن.إتش.أل) (الإنجليزية)
- غاري أنجر على موقع EliteProspects.com (الإنجليزية)
- غاري أنجر على موقع Eurohockey.com (الإنجليزية)
- غاري أنجر على موقع HockeyDB.com (الإنجليزية)
- غاري أنجر على موقع Hockey-Reference.com (الإنجليزية)